# پل کاربوت
پل کاربوت (انگلیسی: Paul Carbutt; ۴ ژوئیهٔ ۱۹۵۰ – ۱ مهٔ ۲۰۰۴) دوچرخه‌سوار اهل بریتانیا بود. وی در بازی‌های المپیک تابستانی ۱۹۷۶ شرکت کرده است.